# Ferocactus santa-maria
Ferocactus santa-maria ist eine Pflanzenart aus der Gattung Ferocactus in der Familie der Kakteengewächse (Cactaceae).

## Beschreibung
Ferocactus santa-maria wächst einzeln mit zylindrischen Trieben und erreicht bei Durchmessern von 25 Zentimetern Wuchshöhen von bis zu 70 Zentimeter. Es sind etwa 13 stumpfe, gerade und leicht gehöckerte Rippen vorhanden. Die vier grauen, geriffelten und in der Regel geraden Mitteldornen sind bis zu 4,5 Zentimeter lang. Der unterste von ihnen ist am längsten. Er ist abgeflacht und zu seiner Spitze hin leicht gebogen. Die etwa 15 ausgebreiteten Randdornen sind heller gefärbt. Die oberen sind borstenartig, einige der unteren ähneln den Mitteldornen.
Die trichterförmigen, gelben Blüten erreichen eine Länge von bis zu 6 Zentimeter und weisen Durchmesser von 7 Zentimeter auf. Die bis 5 Zentimeter langen, gelben  Früchte sind fleischig und erreichen 3,5 Zentimeter im Durchmesser.

## Verbreitung
Ferocactus santa-maria ist auf der zum mexikanischen Bundesstaat Baja California Sur gehörenden Insel Magdalena verbreitet.

## Botanische Geschichte
Die Erstbeschreibung erfolgte 1922 durch Nathaniel Lord Britton und Joseph Nelson Rose anhand eines Exemplars, welches am 18. Mai 1913 durch J. N. Rose am Ufer der Santa Maria Bay gesammelt wurde.

## Nachweise